# Хохлатый жаворонок
Хохла́тый жа́воронок, или обыкновенный хохлатый жаворонок (лат. Galerida cristata), — вид воробьиных птиц из семейства жаворонковых (Alaudidae). Выделяют 33 подвида.

## Описание
Хохлатый жаворонок длиной от 18 до 20 см и весом примерно от 30 до 55 г. Размах крыльев составляет 30-38 см. Полёт порхающий, волнистый. Он имеет незаметную окраску, сильный, согнутый клюв, средней длины лапы, большие, широкие крылья и хохол на голове. Окраска оперения тёмно-серого цвета с полосками, нижняя сторона белая, в области крыльев красноватая. Хвост имеет красновато-бурую внешнюю кромку. Самец и самка окрашены одинаково.

## Голос
Призывный крик хохлатого жаворонка звучит как «трюдритрие», он же составляет основной мотив пения. Поёт обычно сидя на земле, камне или заборе, иногда в полёте. Пение очень мелодично, птица имитирует даже голоса других птиц.

## Распространение
Хохлатый жаворонок — это выводковая птица южной бореальной зоны от запада и юго-запада Европы до Кореи и Жёлтого моря. Южная граница проходит от Сенегала и Гамбии, Нигерии, Судана, севера Кении и побережья Аравии через северо-восток Индии до низменности Непала. На северо-востоке гнездового ареала хохлатый жаворонок — перелётная птица, в остальном оседлая птица. Тем не менее, для отдельных особей доказаны очень далёкие миграции.

## Питание
Питание хохлатого жаворонка состоит из семян дикорастущих трав и других растений, зимой частично из мелких животных. Молодые птицы нуждаются в животной пище. К животной пище, которой питаются хохлатые жаворонки, относятся дождевые черви, мелкие жуки средней величины, мухи, маленькие бабочки, гусеницы и редко маленькие улитки, а также пауки.

## Местообитание
Обычно хохлатый жаворонок предпочитает открытые сухие луга, но встречается также и по окраинам полей и дорог, в промышленных районах, портах и городах. Идеальны сухие и тёплые территории с низкорослой растительностью, преимущественно на глинистых песчаных грунтах. При этом продолжающаяся распашка почв всё больше ограничивает подходящие места распространения.

## Размножение
Самка строит хорошо замаскированное гнездо на земле, иногда также на склонах и каменных стенах. Между апрелем и июнем она откладывает дважды от 2 до 5 яиц, которые высиживаются от 11 до 14 дней. Птенцы покидают гнездо через 9—11 дней после вылупления.

## Популяция
Хохлатый жаворонок пережил несколько обусловленных климатом расширений и сокращений ареала в течение последних столетий. Таким образом область распространения расширялась в период тепла в 16-м и 18-м веке и снова сокращалась в период холода 17-го столетия. В начале 20-го столетия хохлатый жаворонок извлёк пользу от новых мест гнездования в городах и на промышленных сооружениях. Начиная с 1930-х годов популяция, начиная с юго-востока Европы, почти во всей Европе драматично сократилась.
Общая численность популяции в Европе сократилась с 1980 года в целом на 98 % и находится в неблагоприятных условиях.

## Причины спада
Вопреки благоприятным климатическим условиям в 20-м веке, повторного расширения ареала вида не произошло. Основными причинами является, очевидно, недостаток продовольствия и изменения в местах обитания. Рудеральные и залежные поля имеются в распоряжении лишь в незначительной мере и в течение относительно короткого периода. Сегодня открытые площади, к примеру, на территории городов, которые с начала 20-го столетия заселяются хохлатыми жаворонками, всё больше озеленяются, удобряются и плотно засаживаются. Другие сырые земельные площади также сразу озеленяются. К этому прибавляется интенсификация сельского хозяйства и уплотнение ландшафта за счёт широких, необработанных окраин полей. Как следствие, отсутствие диких трав и их семян, важных для питания птиц. Одновременно отсутствует достаточный ассортимент насекомых в период гнездования.

## Охранный статус
Хохлатый жаворонок находится как европейский вид птиц под охраной Директивы Европейского Союза о сохранении диких птиц (нем. Richtlinie 79/409/EWG über die Erhaltung der wildlebenden Vogelarten).